# Rio Guaporé (vattendrag i Brasilien)
Rio Guaporé är ett vattendrag i Brasilien.   Det ligger i delstaten Rio Grande do Sul, i den södra delen av landet, 1 500 km söder om huvudstaden Brasília.
Runt Rio Guaporé är det i huvudsak tätbebyggt. Runt Rio Guaporé är det ganska tätbefolkat, med 75 invånare per kvadratkilometer.